# Micah Masei
Micah Masei (* 22. März 1999 in Coos Bay, Oregon) ist ein US-amerikanischer Schwimmer (Brust- und Freistilschwimmen), der für Amerikanisch-Samoa startet.
Micah Masei wuchs in Oregon auf. Dort machte er 2017 an der West Salem High School in Salem seinen Schulabschluss. 2016 und 2017 schwamm er für die Auswahl des Bundesstaates Oregon. Nach der Schule begann er mit einem Studium der Wirtschaftswissenschaften an der University of Hawaiʻi at Mānoa, wo er auch dem Schwimmteam der Universität angehört. Üblicherweise tritt er bei Wettkämpfen der Mountain Pacific Sports Federation (MPSF), einem Verband dem vor allem im Westen der USA liegenden Universitäten der USA angeschlossen sind, an. Hier verbesserte er seine Leistung von Jahr zu Jahr, ohne aber die absolute Spitze seiner Universität oder gar der MPSF zu erreichen. Sein Schwimmverein ist das Corvallis Aquatic Team. 2016 und 2016 wurde Masei als All-American ausgezeichnet.
International tritt Masei wie auch andere US-Amerikaner polynesischer Herkunft für Amerikanisch-Samoa an. Bei den Schwimmweltmeisterschaften 2019 in Gwangju bestritt er seine erste internationale Meisterschaft. Bei seinem ersten Rennen über 100 m Brust wurde er in 1:05,24 min 67. von 87 Teilnehmern, über 50 m Freistil in 24,05 s 73. von 130 platzierten Athleten. Für die Olympischen Sommerspiele 2020 in Tokio konnte er den Quotenplatz für Amerikanisch-Samoa über 100 m Brust einnehmen und wurde als Vorletzter seines Vorlaufs auch in der Endabrechnung Vorletzter der 47. platzierten Schwimmer; einzig Muhammad Isa Ahmad aus Brunei konnte Masei hinter sich lassen.